# Loferer Steinberge
Die Loferer Steinberge sind eine Gebirgsgruppe der Nördlichen Kalkalpen in den Ostalpen. Sie befinden sich in Österreich in den Bundesländern Tirol und Salzburg.

## Lage und Landschaft
Die Loferer Steinberge werden durch den 1202 m hohen Römersattel von den sich südöstlich anschließenden Leoganger Steinbergen getrennt. In der AVE, der Alpenvereinseinteilung der Ostalpen werden beide Gebirgsstöcke aber als eine einzige Untergruppe definiert (Loferer und Leoganger Steinberge). Loferer und Leoganger Steinberge werden zusammen auch allgemeine Steinberge genannt. Den Loferer Steinbergen westlich vorgesetzt ist der Kirchbergstock.
Typisch für die Steinberge sind Plateaustöcke mit steilen Randabstürzen und stark gewellten Hochkaren. Die Steinberge neigen zur Karstbildung. So findet man in den Hochplateaus und Karen sehr häufig tiefe Dolinen, die teilweise mit unterirdischen Höhlensystemen in Verbindung stehen. Eine nur mit Höhlenführer begehbare Durchgangshöhle der Loferer Steinberge ist die Prax-Eishöhle.
Das Große Ochsenhorn bildet mit 2511 m ü. A. Seehöhe die höchste Erhebung. Der Aufstieg zum Loferer Skihörndl (2286 m) ist eine der bekanntesten Skitouren in den Ostalpen überhaupt. Das bekannte Skigebiet der Loferer Alm hingegen befindet sich nicht mehr in den Loferer Steinbergen, sondern an der Steinplatte.
Der östlichste Teil der Loferer Steinberge gehört zu den Saalforsten, nämlich Forstdistrikt 18 Rechtschütt im Revier St. Martin.

## Geologie
Der Sockel der Steinberge ab einer Höhe von 600 m wird von Schichten Werfener Schiefers aus dem oberen Perm bzw. der unteren Trias gebildet. Diese rot, seltener grün und violett gefärbten Schichten sind wasserundurchlässig, so dass in diesen Schichten viele Quellen zu Tage treten. Die folgende Schicht mit komplexerem Aufbau besteht in den unteren Regionen aus Rauhwacke und Gutensteiner Kalk. Ab einer Höhe von 1100 m folgt eine Schicht aus Ramsaudolomit bzw. Hauptdolomit. Nun folgt ein sehr dünnes Band aus Mergel aus der mittleren Trias. Dieses ist auch als Raibler Schichten bekannt. Nun folgt bis zu einer Höhe etwa 2000 m eine Lage sehr stark zur Erosion neigender Dolomit. Die starke Erosionsneigung dieses Gesteins erklärt einige sehr typische Erosionserscheinungen unter den eigentlichen Gipfelaufbauten der Steinberge. In diesen unteren Felsbereichen ist der Fels sehr brüchig und splittrig, was ihn zum Klettern eher unbeliebt macht. Oft findet man in dieser Höhenlage tiefe Gräben, Rinnen und Runsen sowie größere Schuttkare. Nun folgt die finale Schicht, die aus Dachsteinkalk besteht und die bis zu 500 m mächtig ist. Die charakteristischen Hochkare der Steinberge, wie die große Wehrgrube oder die Ulricher Grube sind Produkte der Vergletscherungen der letzten Eiszeit. Aufgrund von Erosion sind diese Kare meist stark verkarstet und weisen viele Dolinen und Höhlen auf. Diese Dolinen können mehrere hundert Meter tief sein (z. B. Loferer Schacht). Da die Kalkschichten wasserdurchlässig sind, sind in den Karstflächen keine Quellen anzutreffen. Die Entwässerung erfolgt unterirdisch. In der Eiszeit waren die Loferer Steinberge komplett von den aus den Zentralalpen ausgehenden Gletschern umschlossen. Die maximale Eisstandshöhe erschließt sich aus diversen Gletscherschliffen und betrug etwa 2000 m Nach dem Rückgang der Gletscher am Ende der Eiszeit konnte sich eine Plateauvergletscherung wie zum Beispiel die Übergossene Alm am Hochkönig auf Grund der zu geringen Höhe nicht erhalten. Dennoch konnten sich einige das ganze Jahr überdauernde Schneefelder erhalten bzw. bilden. So befindet sich auf der Südseite zwischen Mitterhorn und Geiselhörnern in einem geschützten Kar ein dauerndes Schneefeld, das man als „Zwerggletscher“ ansehen könnte.

## Klima
Die Loferer Steinberge zeigen aufgrund ihrer vorgesetzten Lage nahe am Alpennordrand eine Mischung aus kontinentalem und ozeanischem Klima. Hierbei ist zu beachten, dass die Nord- und Nordwestseite im Durchschnitt eine höhere Niederschlagsrate aufzuweisen hat, als die Süd- bzw. Südostseite. Die im Jahresverlauf auftretenden Temperaturschwankungen sind durchaus kontinental, also sehr ausgeprägt. Im Sommer sind in windgeschützten Bereichen auf der Südseite häufig Temperaturen von 30 °C oder mehr anzutreffen. Im Winter kann die Temperatur aber auch, häufig in den Rauhnächten zwischen Weihnachten und Anfang Januar, bis auf −30 °C absinken. Eine geschlossene Schneedecke liegt in den Tälern in der Regel von Anfang Dezember bis in den April hinein. Die Jahresdurchschnittstemperatur beträgt 7 °C (Stand 1990). Im Sommer ist die Gewitterneigung vor allem im Juni und Juli stark ausgeprägt. Solche Gewitter können bisweilen sehr heftig ausfallen und von Hagelschlag begleitet sein. Sommerlicher Schneefall ist ebenfalls bis auf Almhöhe gelegentlich möglich. Im Herbst bilden sich häufig stabile Föhnwetterlagen mit verhältnismäßig milden Temperaturen und äußerst klarer Sicht.

## Erschließungsgeschichte
Die meisten Gipfel wurden wohl schon von jeher von Jägern und Einheimischen sporadisch bestiegen. Die systematische touristische Erschließung der Steinberge erfolgte ab den 1830er Jahren. 1833 wurde das Große Hinterhorn von Karl Thurwieser bestiegen. Weiters taten sich in dieser Zeit neben einheimischen Jägern Bergsteiger wie Purtscheller, Cranz, Doppler und Fill hervor. 1888 übernahm die Sektion Passau des Deutschen Alpenvereins die Betreuung der Loferer und Leoganger Steinberge, was der Erschließung neuen Auftrieb gab. Das Große Ochsenhorn wurde 1897 von Cranz bestiegen. 1899 wurde die Schmidt-Zabierow-Hütte am Rande der großen Wehrgrube eröffnet. In den Zwischenkriegsjahren, als das Interesse an dem benachbarten, berühmten Kaiser etwas abflaute, rückten die Steinberge in das Interesse einiger Kletterer, unter ihnen Willy Merkl, der während der Deutschen Nanga-Parbat-Expedition 1934 ums Leben kam. Sie eröffneten einige neue Kletterrouten.
Ab den 1960er und 70er Jahren wurden von einheimischen Kletterern und Bergführern viele neue Routen erschlossen. Mittlerweile gibt es zwei Klettersteige in den Steinbergen. Insgesamt sind die Loferer Steinberge allerdings immer noch ein alpinistischer Nebenschauplatz, was unter anderem daran liegt, dass es keine Lifte gibt, die den Aufstieg erleichtern, und die Zustiege durchweg lang und mühselig sind.

## Gipfel der Loferer Steinberge
- Großes Ochsenhorn (2511 m ü. A.)
- Mitterhorn (Großes Hinterhorn) (2506 m)
- Großes Reifhorn (2480 m)
- Breithorn (2413 m)
- Nebelhorn (2056 m)
- Großes Rothorn (2409 m)
- Rothörnl (2394 m)
- Geislhörner (2291 m)
- Seehorn (2155 m)
- Zwölferhörnl (2104 m)
- Ulrichshorn (2032 m)
- Vorderhorn (2109 m)
- Eiblhorn (1993 m)

## Talorte
- Waidring
- St. Ulrich am Pillersee
- Hochfilzen
- Lofer
- Sankt Martin bei Lofer
- Weißbach bei Lofer

## Benachbarte Gebirgsgruppen
Die Loferer Steinberge grenzen an die folgenden anderen Gebirgsgruppen der Alpen:
- Chiemgauer Alpen (im Norden)
- Berchtesgadener Alpen (im Osten)
- Leoganger Steinberge (im Südosten)
- Kitzbüheler Alpen (im Südwesten)
- Kaisergebirge (im Westen)

## Tourismus

### Hütten des Alpenvereins
In den Loferer Steinbergen gibt es nur eine Alpenvereinshütte, die auf 1966 m ü. A. gelegene Schmidt-Zabierow-Hütte.
Zusätzlich wurde auf Privatinitiative eine Biwakschachtel in der Schneegrube unterhalb des Ochsenhorns errichtet.
Höhe: 1750 m ü. A., Gehzeit von St. Martin: 3½ Stunden.

### Bergwanderungen und Tourenmöglichkeiten
- Überregional bekannt ist der Nuaracher Höhenweg über die westlichen Gipfel der Loferer Steinberge.
- Nackter-Hund-Klettersteig auf das Mitterhorn/Großes Hinterhorn
- Der Aufstieg zur Schmidt-Zabierow-Hütte und der Nuaracher Höhenweg sind Teil des europäischen Fernwanderwegs E4 Alpin.

## Bilder

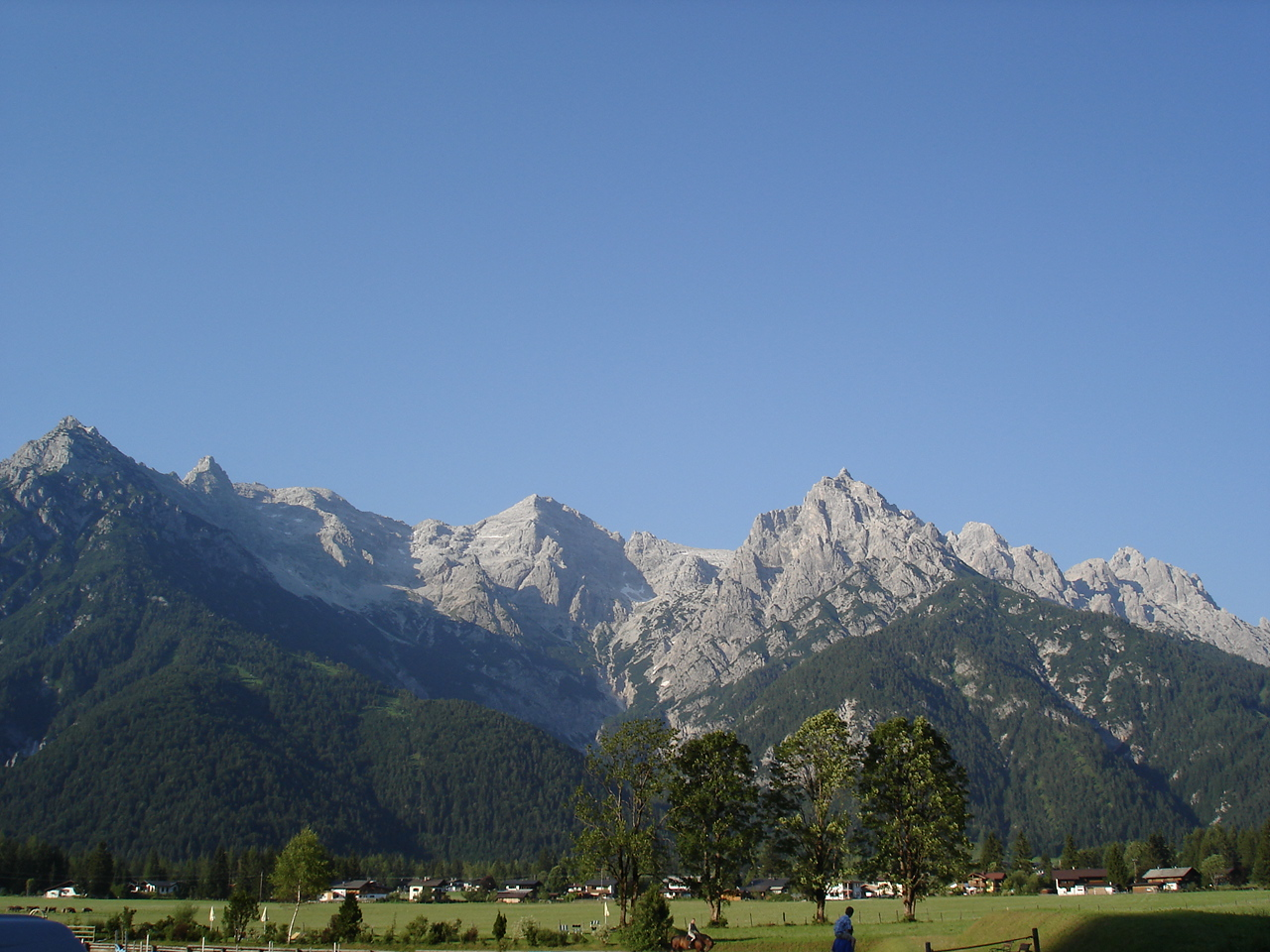
Loferer Steinberge von St. Ulrich am Pillersee
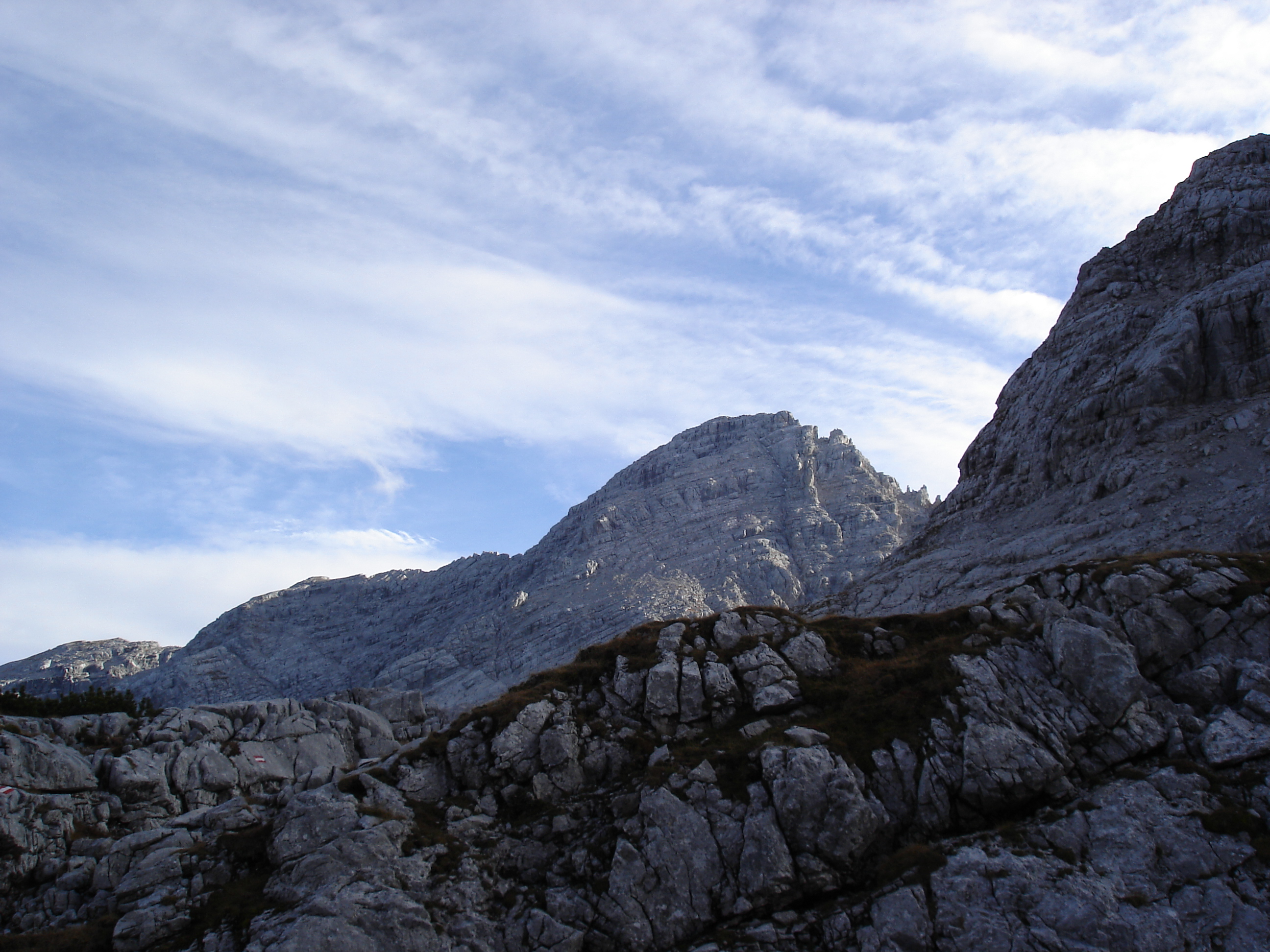
Großes Ochsenhorn aus der großen Wehrgrube
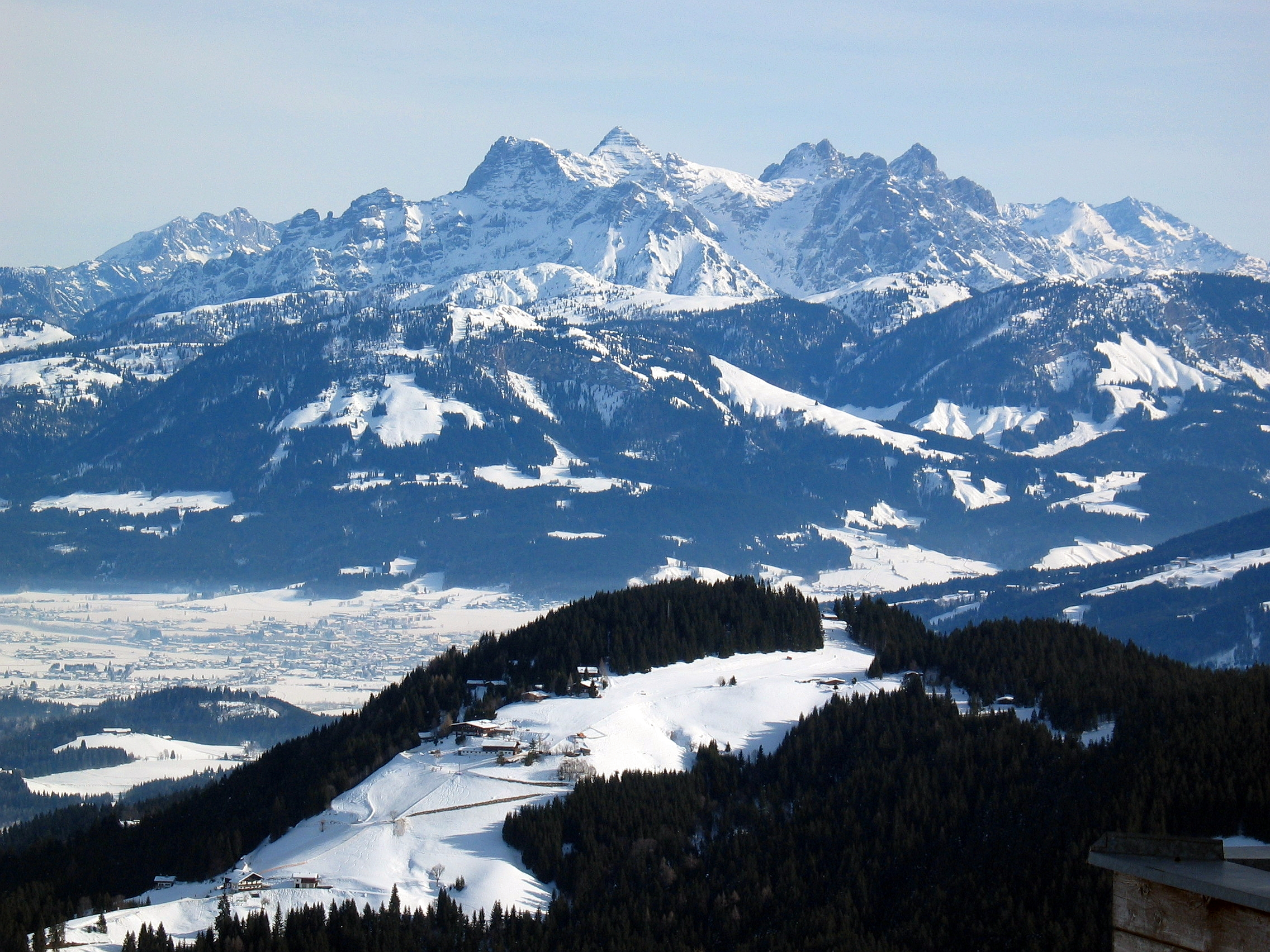
Loferer Steinberge vom Hartkaiser aus gesehen
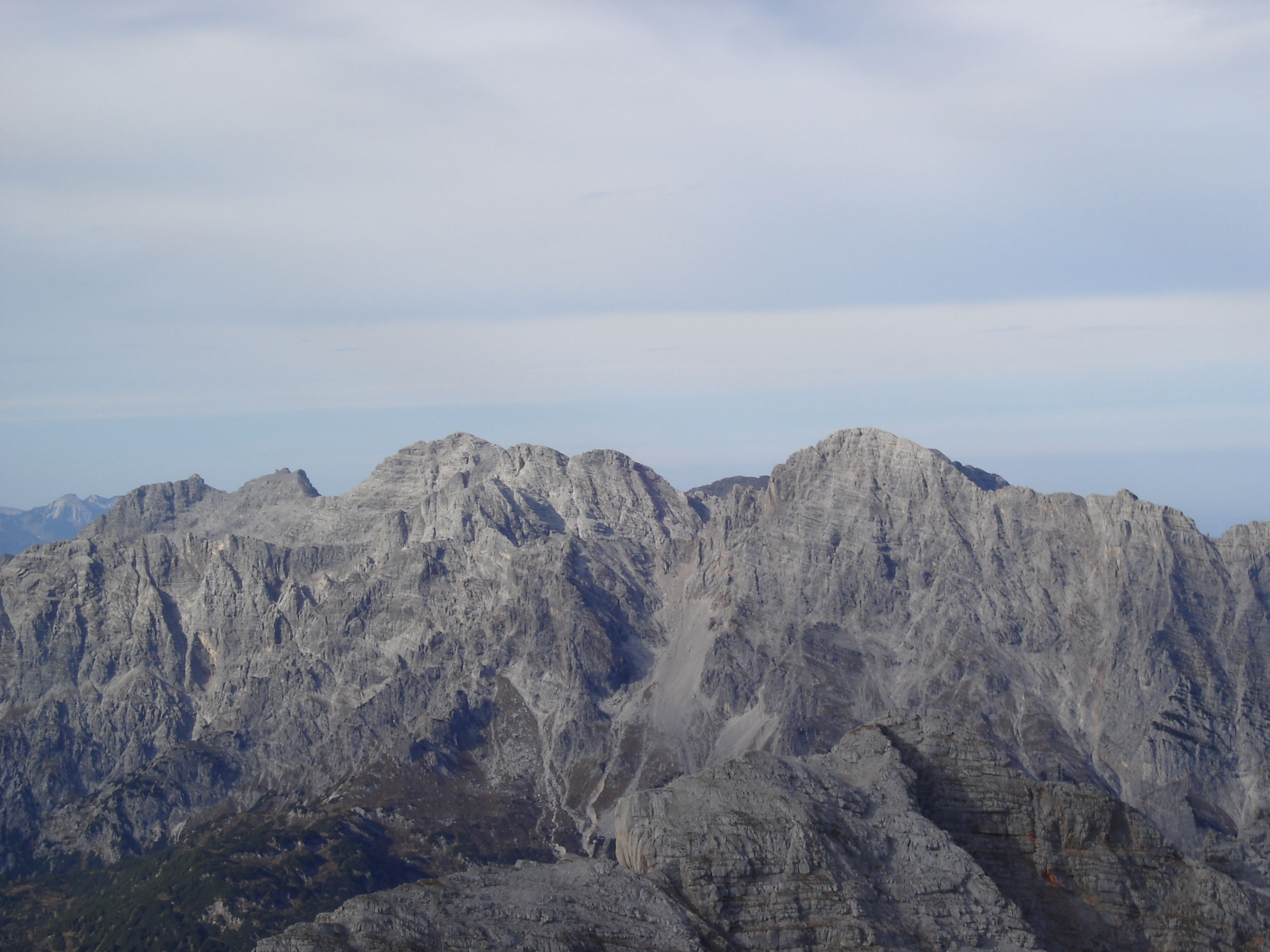
Loferer Steinberge vom Birnhorn
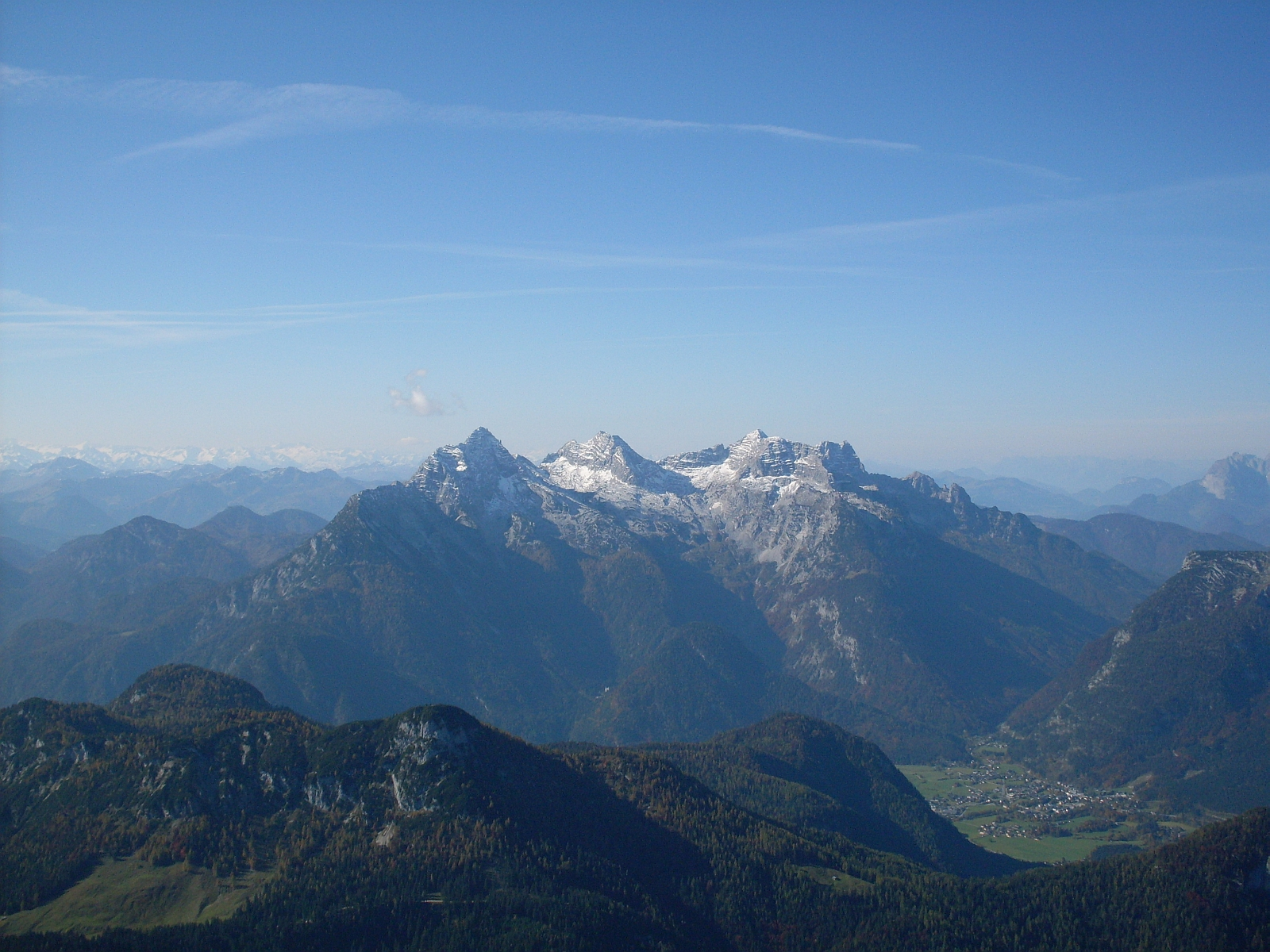
Loferer Steinberge vom Großen Häuselhorn auf der Reiter Alm